# Синий мост (Кронштадт)
Си́ний мост — автодорожный стальной мост через Обводный канал в Кронштадтском районе Санкт-Петербурга. Объект культурного наследия России регионального значения. К устою Синего моста прикреплён Кронштадтский футшток, от нуля уровня которого производятся измерения глубин и высот в России.

## Название
Поначалу, некоторое время, мост именовался Новым и Таможенным.

## История

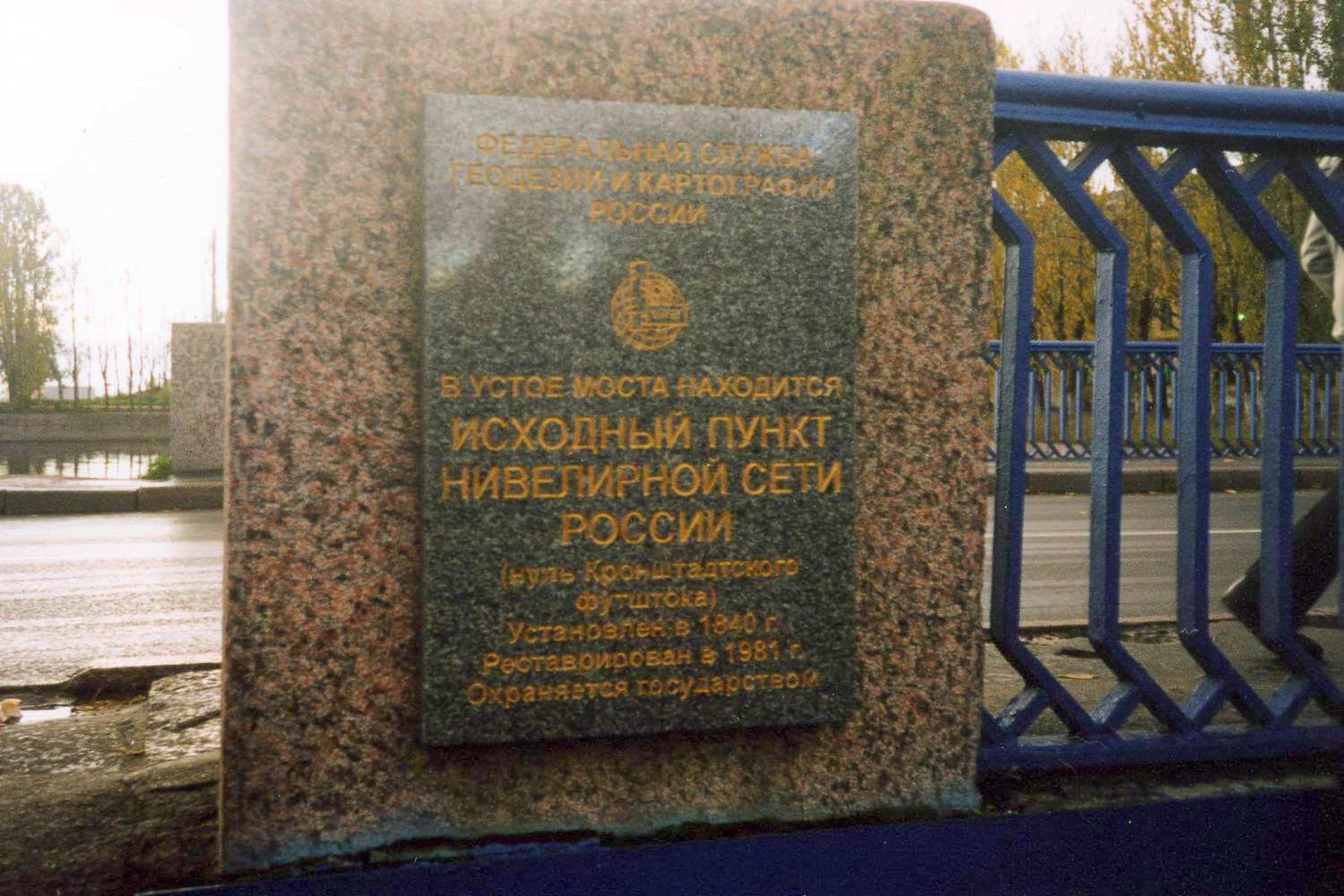
Исходный пункт нивелирной сети России

Постройка моста началась в 1791 году. Работы проводил петрозаводский купец Ф. Бекренев. Строительство завершилось к июню 1794 года. Мост был деревянным, подъёмным, с цепным разводным механизмом. При постройке был выкрашен зеленой краской, но затем цвет изменили на синий. В 1840 году по предложению гидрографа М. Ф. Рейнеке на каменном устое Синего моста нанесена черта, соответствовавшая среднему уровню воды Финского залива по наблюдениям 1825—1839 годов. С этой чертой был совмещен ноль Кронштадтского футштока, от которого измерения глубин и высот в России.
В 1874 году мост перестроен по проекту подполковника Петровского. Новый мост стал поворотным железным, с деревянным настилом и проходами для пешеходов по обеим сторонам. При постройке были до уровня воды разобраны быки моста, в связи с чем утеряли вырубку ординара воды, сделанную в 1840 году М. Ф. Рейнеке. Металлические конструкции моста устанавливал петербургский завод Архимед, каменные работы выполнял Царскосельский купец Я. Брунов, а газовые фонари к мосту установлены кронштадтским Газовым заводом. Постройка завершилась к лету 1875 года. 
В 1964 году выполнен капитальный ремонт моста — с использованием дополнительных фасадных балок были расширены проезжая часть и тротуары. Работы выполнялись СУ-2 треста «Ленмостострой» под руководством прораба В. К. Кириллова.
8 мая 2005 года к 60-летию победы в Великой Отечественной войне на стенке набережной Обводного канала у Синего моста был открыт памятник блокадной колюшке.

## Конструкция
Мост трёхпролётный металлический. Основу моста составляет поворотное разводное металлическое клёпаное пролётное строение 1874 года. Разводное пролётное строение перекрывает левобережный (6,65 м) и средний (11,1 м) пролёты. Пространство между левобережным устоем и промежуточной опорой для расположения поворотного устройства с противовесом разводного пролёта перекрыто сплошным сводом из известкового камня. Правобережный пролёт моста (5,66 м) перекрыт балочным пролётным строением из прокатных двутавровых балок. Однокрылое клёпаное разводное пролётное строение состоит из двутавровых балок, объединённых поперечными связями. С фасадов установлены две неразрезные металлические балки длиной 23,4 м. Фасадные балки имеют высоту 1,0 м в пролёте и 1,252 м на промежуточных опорах. По верхним поясам балок уложена плита проезжей части из сборных железобетонных плит. Опоры массивные каменные, облицованы гранитом. Общая длина моста составляет 23,8 м, ширина — 10,25 м.
Мост предназначен для движения автотранспорта и пешеходов. Проезжая часть моста включает в себя 2 полосы для движения автотранспорта. Покрытие проезжей части и тротуаров — асфальтобетон. Тротуары отделены от проезжей части гранитным поребриком. Перильные ограждения чугунные художественного литья, однотипные с ограждениями моста Красного Курсанта через Ждановку в Санкт-Петербурге. На открылках устоев установлены гранитные парапеты. На фасаде моста с северной стороны установлена бронзовая мемориальная доска «3,67 м. 1824» (уровень воды при наводнении). На набережной Обводного канала около Синего моста закреплён Памятник блокадной колюшке.